# Ombrière

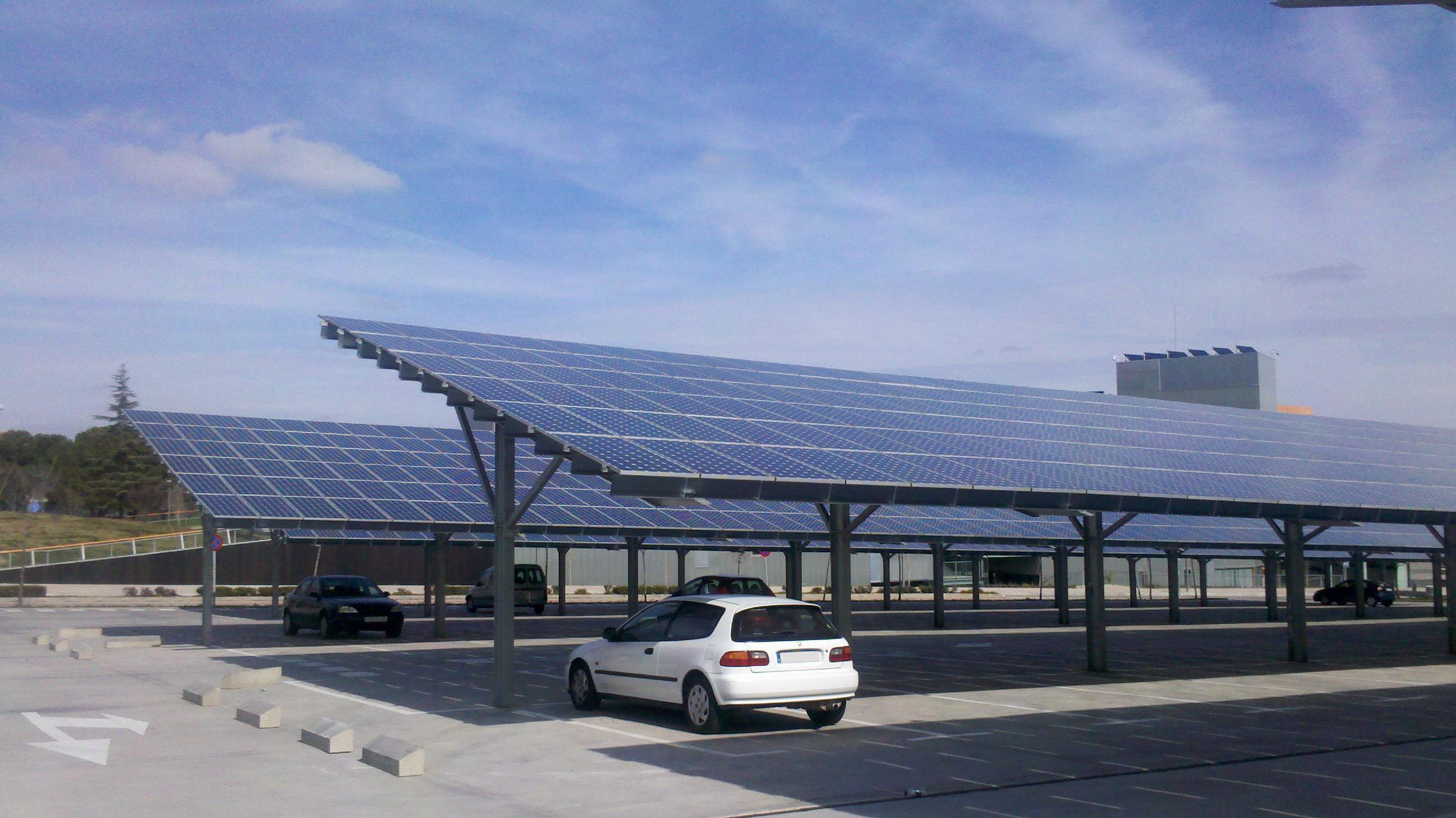
Une ombrière de parking.

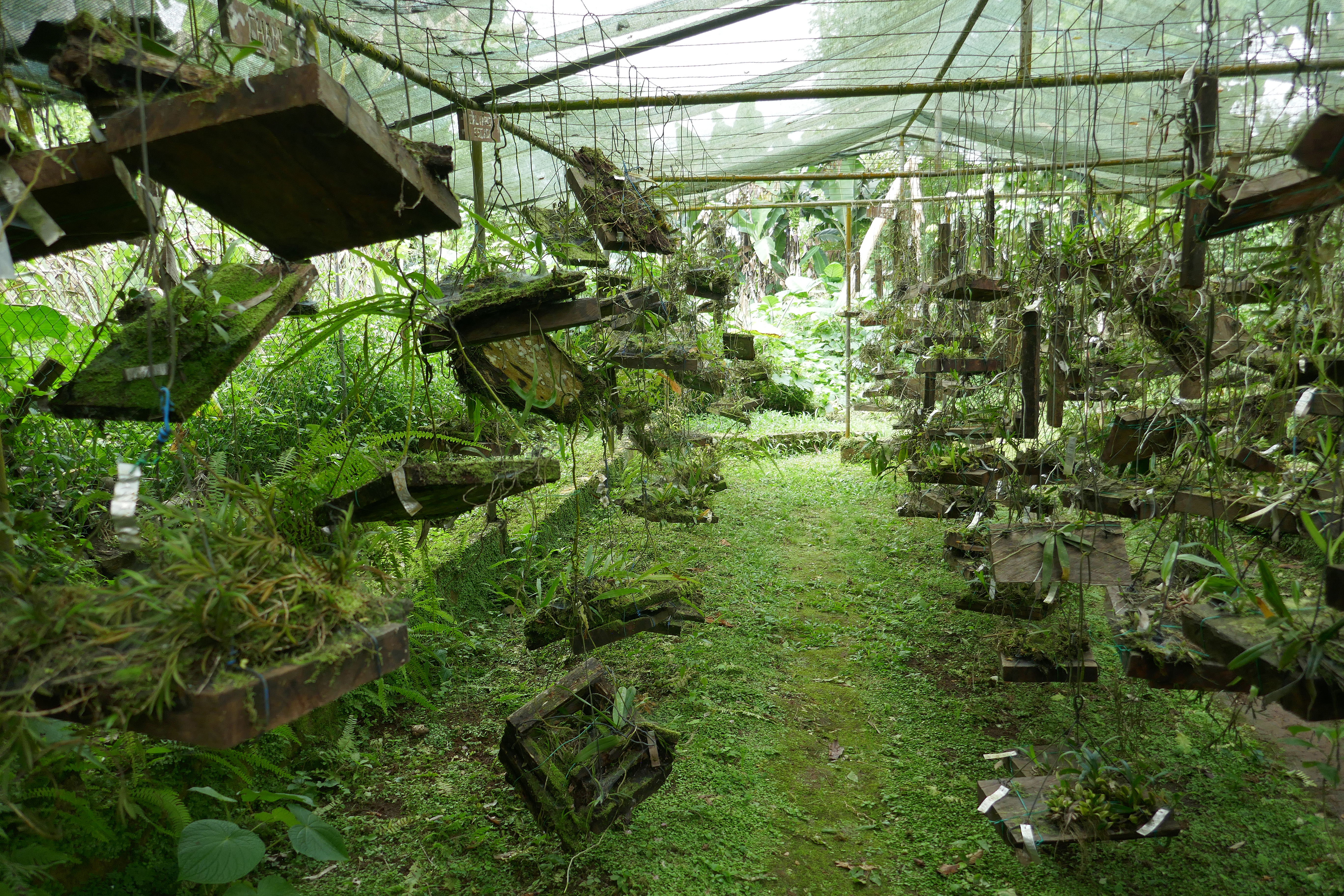
Ombrière à orchidées au jardin botanique de Bom Sucesso (Sao Tomé-et-Principe).

Une ombrière est une structure destinée à fournir de l’ombre, constituée d'une surface horizontale ou oblique en hauteur et de ses supports. L'ombrière peut supporter de la végétation (plantes grimpantes, ou de type terrasse végétalisée) et/ou des panneaux solaires.

## Usage pour les cultures
Certains plants d'arbres en pépinières et d'autres plantes (espèces de forêt dense et de sous-bois, typiquement) sont cultivées sous des ombrières parce qu’elles ne supportent pas un éclairage solaire direct : par exemple, le vanillier.

## Usage énergétique

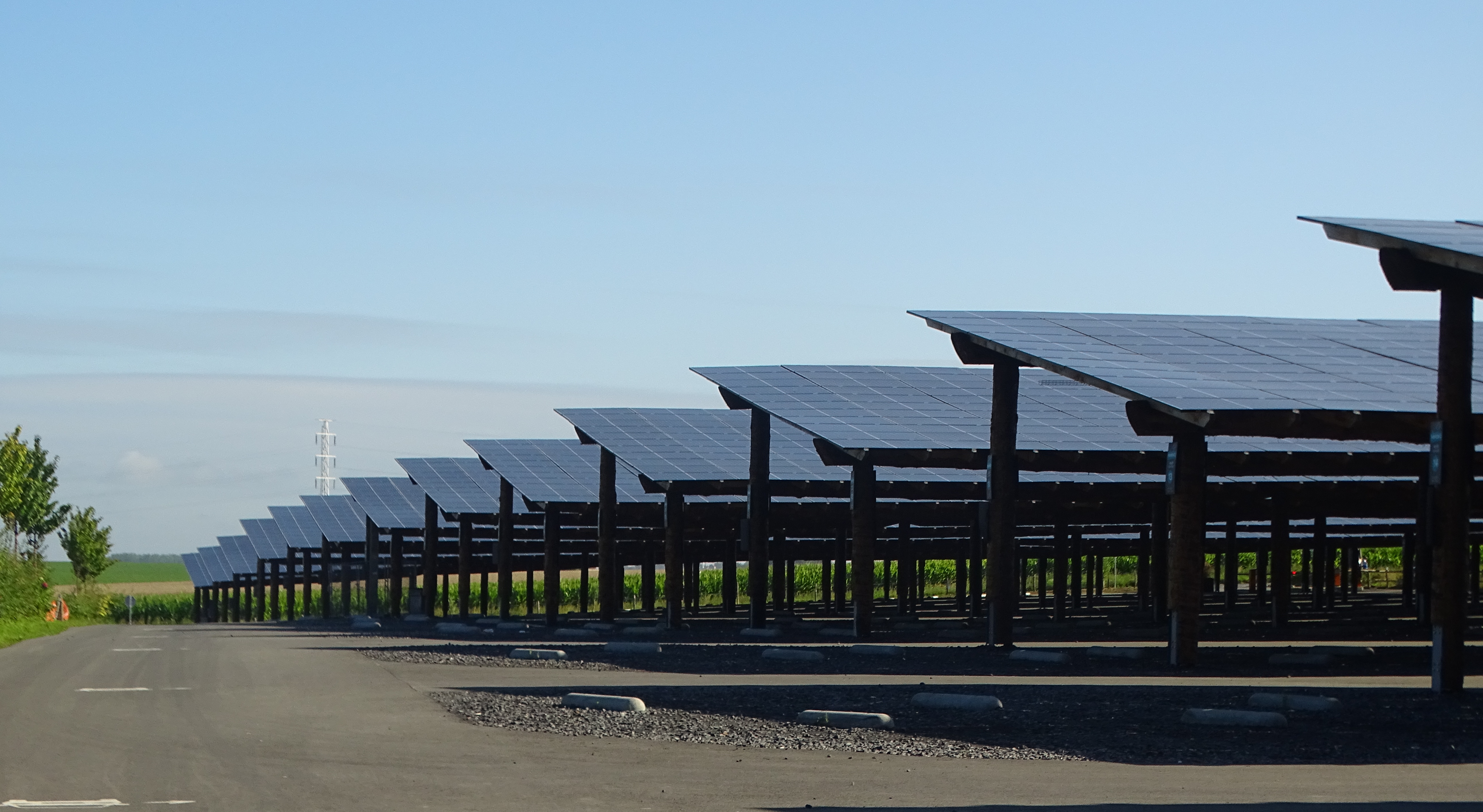
Le parking photovoltaïque de Pairi Daiza.

Le plan horizontal (ou oblique) fournissant l'ombre peut être constitué de panneaux photovoltaïques produisant de l'électricité sous l'effet du rayonnement solaire. Des parkings peuvent ainsi être équipés pour optimiser l'usage du terrain, couvrir une partie de la consommation électrique des commerces fournissant le stationnement ou alimenter des bornes de recharge pour véhicule électrique.
Lors de sa mise en service en 2020, le parking photovoltaïque de Pairi Daiza est le plus grand du monde, il est situé en Belgique,.

### En France
Les sénateurs adoptent début novembre 2022 un projet de loi, dont un article impose des ombrières photovoltaïques recouvrant a minima la moitié de la surface sur les parkings de plus de 80 places. 
Dans le même temps, la SNCF annonce que les parkings de 119 gares seront couverts de panneaux solaires par l'entreprise Tenergie. 
Un Arrêté (Journal officiel du 4 décembre 2024) accorde aux propriétaires ou gestionnaires de grands parkings extérieurs un répit pour avoir le temps d'installer leurs ombrières et précise « les conditions économiquement acceptables » dans lesquelles les ombrières source d'énergie solaire doivent être installées sur les parkings. 
Il définit (pour les parkings construits à compter du 10 mars 2023 ou existants au 1er juillet 2023), les coûts à prendre en compte en tenant compte des revenus pouvant être générés, et le coût total des travaux de création. Il fixe comme « non-acceptable économiquement l'installation d'ombrières photovoltaïques lorsque ce rapport est supérieur à 15 %, pour les parcs à construire. Pour les parcs existants, faisant l'objet de la conclusion ou d'un renouvellement de contrat ou de bail, ce rapport est fixé à 10 %. L'arrêté précise les modalités de calcul de la rentabilité de l'installation ainsi que les organismes compétents pour justifier des calculs. Il précise également quels sont les procédés de production d'énergies renouvelables dont l'installation, dans le périmètre du parc de stationnement, dispense d'avoir à respecter l'obligation d'installer des ombrières équipées d'un procédé de production d'énergies renouvelables ».
En juillet 2024, les gestionnaires de parkings neufs, concernés par l'installation d'ombrières déposent un recours contre la loi Climat et résilience du 22 août 2021, puis le 13 décembre 2024, onze fédérations (dont celles des supermarchés et des acteurs du secteur des parkings) déposent un autre recours devant le Conseil d'État, contre l'obligation d'installer ces ombrières solaires sur les parkings extérieurs (comme l'impose alors la loi Aper du 10 mars 2023). Ils estiment que les délais sont trop courts (pour rappel l'article 40 de la loi Aper voulait que les parkings > 10.000 m² soient couverts à 50% d'ombrières au 1er juillet 2026, délai repoussé d'un an et demi par un décret du 4 décembre 2024 (à condition d'avoir signé un contrat d'engagement au plus tard le 31 décembre 2024). Selon le président de Perifem (Franck Charton), en outre la filière photovoltaïque française, est encore peu développée et « Puisque presque personne n'a commencé, nous n'arriverons pas à tenir les délais de 2026, et probablement pas plus ceux de 2028 ».

## Combinaison des deux usages
Les deux usages agricole et énergétique peuvent être combinés sur des installations agrivoltaïques. Le système, qui combine production agricole et production d'énergie solaire, permet alors de réduire le besoin en eau des plantes et de les protéger d'un ensoleillement trop important, tout en produisant de l'électricité.